# گکوی گربه‌ای
گکوی گربه‌ای (نام علمی: Aeluroscalabotes felinus) نام یک گونه از تیره گکویان پلنگی است. این گونه از گکوها در اندونزی، مالزی، سنگاپور، کامبوج و تایلند زیست می‌کند. حداکثر طول ثبت شده برای این گونه ۱۸ سانتی‌متر می‌باشد. زیستگاه این گونه جانوری در جنگل‌های بارانی است. اغلب اوقات این گونه شب هنگام در لحظات شکار سوسک‌ها مشاهده می‌شود.